# Casimir Conradi
Philipp Casimir Conradi (* 19. September 1784 in Wonsheim; † 21. August 1849 in Dexheim) war ein vom Idealismus (Junghegelianismus) beeinflusster Pfarrer und theologisch-philosophischer Schriftsteller.

## Leben
Casimir Conradi war ein Sohn des evangelischen Pfarrers Johann Christian Conradi (1742–1796) zu Wonsheim, seine Mutter war Anna Catharina geb. Guntersheimer (* 1758). Nach dem Tod des Vaters kam er zu seinem Großvater Johann Valentin Guntersheimer (1720–1810), der Pfarrer im Waldböckelheim und Inspektor (Superintendent) des reformierten Lokalkonsistoriums Sobernheim war. Conradi besuchte die oberen Klassen des Reformierten Gymnasiums in Kreuznach. Die Schule musste um 1799 nach Einziehung der Schulgüter durch den französischen Staat ihren offiziellen Lehrbetrieb einstellen und wurde danach von ehemaligen Lehrern im Privatunterricht weitergeführt.
„Philipp Kasimir Konradin von Wonsheim, der Theologie Befliessenen“ immatrikulierte sich am 28. Mai 1803 an der Universität Heidelberg. Er wurde dort vor allem von Carl Daub und Friedrich Creuzer beeinflusst. Am 9. November 1804 bezog er die Universität Würzburg, wo er Friedrich Wilhelm Joseph Schelling und Heinrich Eberhard Gottlob Paulus hörte. Zum Studienabschluss kehrte Conradi noch einmal nach Heidelberg zurück.
Conradi wurde nach dem Studium 1809 „Pasteur“ und Lehrer in Frei-Laubersheim (Consistoire local de l'Église réformée de Sprendlingen) im Département du Mont-Tonnerre. 1811–1815 war er reformierter Pfarrer in Oppenheim und Dienheim und seit Mai 1815 in Dexheim und Schwabsburg. Mit seinem reformierten Kollegen in Nierstein Johann Paul Wallot (1777–1824) arbeitete Conradi eng zusammen. Am 19. August 1817 appellierten die neun Pfarrer Johann Jakob Mathias (1785–1863) zu Sprendlingen (ref.), Georg Wehsarg (1781–1868) zu Planig (luth.), Karl Philipp Schönfeld (* um 1782; † 1848) zu Wöllstein (luth.), Heinrich Julius Balbier (1779–1821) zu Wöllstein (ref.), Conradi zu Dexheim (ref.), Georg Christian Fitting (1792–1873) zu Oppenheim (ref.), Heinrich Wilhelm Dilg (1770–1857) zu Selzen (ref.), Wallot zu Nierstein (ref.) und Friedrich Ludwig Wundt (1787–1842) zu Wonsheim (ref.) mit einem Scheiben an ihre hessischen Kollegen, die bislang getrennten reformierten und lutherischen Gemeinden anlässlich des 300. Reformationsjubiläums zu vereinigen. Nach der Einführung der Kirchenunion 1822 im Großherzogtum Hessen wurden in der Pfarrei Dexheim 1824 alle Evangelischen aus Dexheim und Schwabsburg zusammengefasst. 1833 wurde Conradi Mitglied der Bezirks-Schulkommission des Kantons Oppenheim.
Casimir Conradi amtierte mehrmals als Dekan des Dekanats Oppenheim. Er scheint um 1835/36 vorübergehend in Nierstein gewohnt zu haben. Der dortige Pfarrer Johann Jakob Christ (* 1782; † um 1857) war verschiedentlich auffällig und wurde 1842 suspendiert, 1845 entlassen. Später lebte Conradi wieder in Dexheim. Da er an einer organisch bedingten Sprechstörung litt, ließ er sich ab 1836 beim Predigen in Dexheim von Vikaren vertreten, so 1848–1850 von Franz Joseph Helfrich (1806–1886) aus Viernheim, der bis zu seinem Übertritt zur evangelischen Kirche 1835 katholischer Pfarrer in Burgholzhausen vor der Höhe gewesen war und ein Exponent der Erweckungsbewegung in Rheinhessen wurde. Im Sommer 1836 reiste Conradi in Begleitung zweier Töchter zum Kuren nach Kreuznach; er wohnte zur Pension bei seinem Kollegen Johann Friedrich Kremer (1789–1857), dem Pfarrer von Waldböckelheim.

Aus seinem Pfarramt heraus veröffentlichte Conradi eine Reihe von philosophisch-theologischen Abhandlungen, die im zeitgenössischen akademischen Diskurs rezipiert wurden. Zwischen den religionskritischen Linkshegelianern (David Friedrich Strauß, Ludwig Feuerbach, Bruno Bauer, Edgar Bauer) und der konservativen hegelianischen Rechten (Carl Friedrich Göschel, Georg Andreas Gabler, Hermann Friedrich Wilhelm Hinrichs, Johann Eduard Erdmann) vertrat Casimir Conradi wie Ludwig Noack, Philipp Konrad Marheineke, Wilhelm Vatke, Julius Schaller, Immanuel Hermann Fichte oder Karl Rosenkranz eine mittlere Position. In einer Sammelrezension der 1841 erschienenen Schriften von Kasimir Conradi (Kritik der christlichen Dogmen), David Friedrich Strauß (Die christliche Glaubenslehre in ihrer geschichtlichen Entwicklung und im Kampf mit der modernen Wissenschaft dargestellt) und Ludwig Feuerbach (Das Wesen des Christenthums) heißt es: 

„Dieses nämlich ist der Fortschritt des kritischen Geschäfts in den drei Schriften: während die erste nur das kirchliche Dogma oder auch nur … dessen unmittelbare Wahrheit bestreiten will, … bekämpft die zweite das Evangelium selbst, die dritte sogar die Religion, und wer weiss was noch sonst.“

In seiner letzten größeren Arbeit Autorität und Gewissensfreiheit, die abschnittsweise in zwei von Noack herausgegebenen Zeitschriften veröffentlicht wurde, konzentrierte sich Conradi 1848 auf eine sozialethische bzw. staatsphilosophische Fragestellung und beschäftigte sich unter anderem mit dem Verhältnis von Autokratie und Demokratie. Kurz vor seinem Tod beteiligte er sich noch an der von Ludwig Noack – damals in Oppenheim wohnhaft – herausgegebenen überkonfessionellen Freien allgemeinen Kirchenzeitung „als Organ für die demokratische Entwicklung des religiös-kirchlichen Gedankens und Lebens in Deutschland“. Weitere Unterstützer des Projekts waren der Rabbinatsassistent Abraham Jakob Adler (1811–1856) aus Worms, Andreas Frederik Beck (1816–1861) in Kopenhagen, Eduard Duller in Darmstadt, Robert Haas (1806–1862) in Frankfurt am Main, Wilhelm Nagel in Bremen, Christian Gottfried Daniel Nees von Esenbeck in Breslau, Karl Christian Planck in Tübingen, Alexis Schmidt in Berlin, Ludwig Seeger in Stuttgart, Albert Schwegler in Tübingen, der deutsch-katholische Prediger Eduard Georg Schröter in Worms und Carl Zschiesche (1807–1869) in Halberstadt.
1848 wurde Conradi in die Kommission gewählt, die im Auftrag von Großherzog Ludwig III. von Hessen-Darmstadt unter dem Vorsitz von Prälat Karl Zimmermann im Frühjahr 1849 den Entwurf einer Synodal- und Presbyterial-Verfassung für die evangelische Kirche des Großherzogtums Hessen vorlegte. Das Projekt einer hessischen Kirchenordnung kam jedoch mit dem Ende der Revolution 1848/49 zunächst zum Erliegen.
Casimir Conradi starb 9 Wochen nach seinem Sohn Otto an einem Herzinfarkt, als er aufgrund einer Beschwerde des Dexheimer Bürgermeisters von der großherzoglichen Regierung in Darmstadt zu einer Stellungnahme aufgefordert wurde. Er wurde in Nierstein neben seinem früheren Amtsbruder Johann Paul Wallot beigesetzt.

## Familie
Casimir Conradi heiratete am 28. August 1815 Katharine Juliana Gießling (Güssling; Giessen) (1792–1866), Tochter von Georg Otto Gyßling (1747–1831) aus Epfenbach, Pfarrer von Roxheim, und (⚭ 1787) Magdalena Philippina Amalie Abegg (* 1759; † nach 1792) aus Roxheim, einer Schwester von Johann Friedrich Abegg und Johann Wilhelm Abegg  (1768–1806). Das Ehepaar hatte 6 Söhne und 3 Töchter, von denen 1849 noch 2 Söhne und 1 Tochter lebten, alle geboren in Dexheim:
1. Katharina Amalia Conradi (* 1823),
2. Julius Friedrich Conradi (* 1825; † nach 1898), 1842 und erneut 1846 immatrikuliert in Gießen, Promotion zum Dr. med. am 31. Juli 1848,[29] Arzt in Wöllstein, 1898 wurde sein Doktordiplom zum 50-jährigen Jubiläum der Promotion erneuert,
3. Otto Christian Conradi (1826–1849), 1845 als Student der Rechte immatrikuliert in Heidelberg, danach in Gießen, 1848 erneut in Heidelberg,
4. Henriette Louise Conradi (* 1828),
5. Franz Conrad Conradi (* 1830; † jung),
6. Julius Albinus (Alwin) Conradi, (* 1831; † nach 1864), Ölporträt im Heimatmuseum Dexheim,[30] verheiratet mit Elisabetha Lindenstruth (* 1834; † nach 1864) aus Wörrstadt,
7. Louise Antonie Conradi (*/† 1834),
8. NN. († jung),
9. NN. († jung).

## Werke
- Evangelisch christlicher Katechismus, zunächst zum Gebrauch für seine Katechumenen. Kupferberg, Mainz 1823
  - 2. Aufl. Kunze, Worms 1828
- Selbstbewußtseyn und Offenbarung, oder Entwickelung des religiösen Bewußtseyns. Florian Kupferberg, Mainz 1831 (Google-Books)
- (Exegetische Abhandlung über Jes 6). In: Jakob Sengler (Hrsg.): Religiöse Zeitschrift für das katholische Deutschland, als Fortsetzung der Kirchenzeitung für das katholische Deutschland 2 (1833)[31]
- Rezension von Gustav Ferdinand Bockshammer:[32] Offenbarung und Theologie, ein wissenschaftlicher Versuch. Stuttgart 1822. In: Jakob Sengler (Hrsg.): Religiöse Zeitschrift für das katholische Deutschland, als Fortsetzung der Kirchenzeitung für das katholische Deutschland 2 (1833), S. 166–183
- Unsterblichkeit und ewiges Leben. Versuch einer Entwickelung des Unsterblichkeitbegriffs der menschlichen Seele. Florian Kupferberg, Mainz 1837[33] (Google-Books)
- Ueber die Präexistenz Christi, oder die Voraussetzung der menschlichen Persönlichkeit. In: Zeitschrift für Philosophie und spekulative Theologie 3/2 (1838), S. 348–403
  - (erweiterter Separatdruck) Christus in der Gegenwart, Vergangenheit und Zukunft. Drei Abhandlungen, als Beiträge zur richtigen Fassung des Begriffes der Persönlichkeit. Florian Kupferberg, Mainz 1839 (Google-Books)
- Kritik der christlichen Dogmen, nach Anleitung des apostolischen Symbolums. Duncker und Humblot, Berlin 1841 (Google-Books)
- Autorität und Gewissensfreiheit in ihrem gegenseitigen Verhältniss (in 10 Lieferungen:)[34] 1. Begriff und Wesen dieses Verhältnisses / 2. Autorität und Gewissensfreiheit in der Familie und ihr Verhältniss zu einander. / 3. Autorität und persönliche Freiheit im Staatsleben. In: Ludwig Noack (Hrsg.): Jahrbücher für Wissenschaft und Leben = Jahrbücher für speculative Philosophie 3 (1848), S. 193–210, 291–306, 391–410 und 487–506 (Google-Books); (Fortsetzung nach Einstellung des Erscheinens der Jahrbücher:) Ueber das gegenseitige Verhältniß von Freiheit und Autorität im religiösen und kirchlichen Leben / Autorität und Freiheit in ihren gegenseitigen Verhältnissen im Christenthume / u. a. In: Ludwig Noack (Hrsg.): Freie allgemeine Kirchenzeitung. Organ für die demokratische Entwicklung des religiös-kirchlichen Gedankens und Lebens in Deutschland 1 (1849), Hefte 7, 8, 28, 33, 37 und 38.[35]